# Butehamon
Butehamon (fl. XI secolo a.C.) è stato uno scriba egizio vissuto tra la fine del Nuovo Regno e l'inizio del Terzo periodo intermedio, quando gli artigiani delle tombe dei faraoni si era già trasferita dal villaggio di Deir el-Medina al tempio di Medinet Habu.
Figlio dello scriba Djehutymes e della moglie Baketamun, discende da una famiglia di letterati che vede tra gli antenati anche Amonnakht, autore del Papiro dello sciopero. Era tra gli ufficiai incaricati da Pinodjem I, Primo profeta di Amon, di ripristinare la mummia e la sepoltura del faraone Ramses III.
Sposò la cantatrice Ikhtay, dalla quale ebbe molti figli.

## Sarcofago
Il sarcofago di Butehamon giunse a Torino con la collezione Drovetti nel 1824, divenendo parte del primo nucleo di reperti che diede vita al Museo Egizio di Torino.
Rinvenuto probabilmente nella tomba riutilizzata di un dignitario di nome Nakhtmin (TT291), il set è composto da un sarcofago esterno, un sarcofago interno e un falso coperchio. Il coperchio del sarcofago interno e il falso coperchio riportano un lungo testo in ieratico contenente la cerimonia di apertura della bocca.